# Запасаюча паренхіма
Запасаюча паренхіма або запасаюча тканина — різновид основної тканини рослин. Заповнює м'які частини листків, плодів, серцевину стебел та коренів. У її клітинах відкладаються на запас поживні речовини, такі як крохмаль, інулін, цукри, жири та ін. Є у всіх органах квіткових рослин.. Запасаюча паренхіма слугує для відкладення зайвих на даний період життя поживних речовин. Клітини паренхіми багаті на лейкопласти, вакуолі та жирові включення.